# Pahoroides whangarei
Pahoroides whangarei is een spinnensoort in de taxonomische indeling van de Synotaxidae.
Het dier behoort tot het geslacht Pahoroides. De wetenschappelijke naam van de soort werd voor het eerst geldig gepubliceerd in 1990 door Raymond Robert Forster.